# Omega (entreprise)
Pour les articles homonymes, voir Oméga (homonymie).
Omega est une entreprise suisse d’horlogerie de luxe, fondée en 1848 à la Chaux-de-Fonds, dans le canton de Neuchâtel, en Suisse.
Établie à Bienne, dans le canton de Berne, depuis 1880, par les frères Brandt, elle rejoint le groupe Swatch en 1998.
Avec un chiffre d’affaires de plus de 2,3 milliards de francs en 2019, Omega en est devenue la première marque du groupe devant Longines et Tissot.

## Description
Par son ancienneté, sa longévité, sa visibilité (chronométrage sportif, conquête spatiale) et sa taille, Omega est l'une des sociétés-phares de l'industrie horlogère suisse. Elle a en effet été la pionnière en matière d'industrialisation de la production (mécanisation, production de masse). Outre l'excellence de ses produits, reconnue par d'innombrables prix internationaux, elle a aussi été l'un des lieux de la lutte ouvrière et de la progressive amélioration des conditions de travail.
Après les tourments et les errements provoqués par l'irruption de la technologie liée au quartz et la concurrence des productions japonaises des années 1970, la marque a repris sa stabilité au sein du Swatch Group. Omega a développé des solutions techniques originales (échappement coaxial, calibres maison) et le design a été modernisé. Située aujourd'hui dans le segment « prestige » du marché, certaines de ses productions visent clairement à se positionner dans le segment « luxe ». Depuis quelques années, la firme développe également un secteur joaillerie.
En plus de la région biennoise, Omega a exploité des succursales ou des ateliers à Cortébert, Genève, Köniz, Lausanne, Le Sentier, Les Genevez et Villeret.
La firme est active dans le chronométrage sportif depuis 1909, le traitement et l'affichage des données. Elle a assumé cette tâche la première fois lors des Jeux olympiques d'été de 1932 à Los Angeles et, plus récemment, lors des Jeux olympiques de Turin en 2006, de Pékin en 2008 et de Vancouver en 2010. La marque signe avec les Jeux olympiques d'été de 2016 sa 27e participation en tant que chronométreur officiel.

## Historique

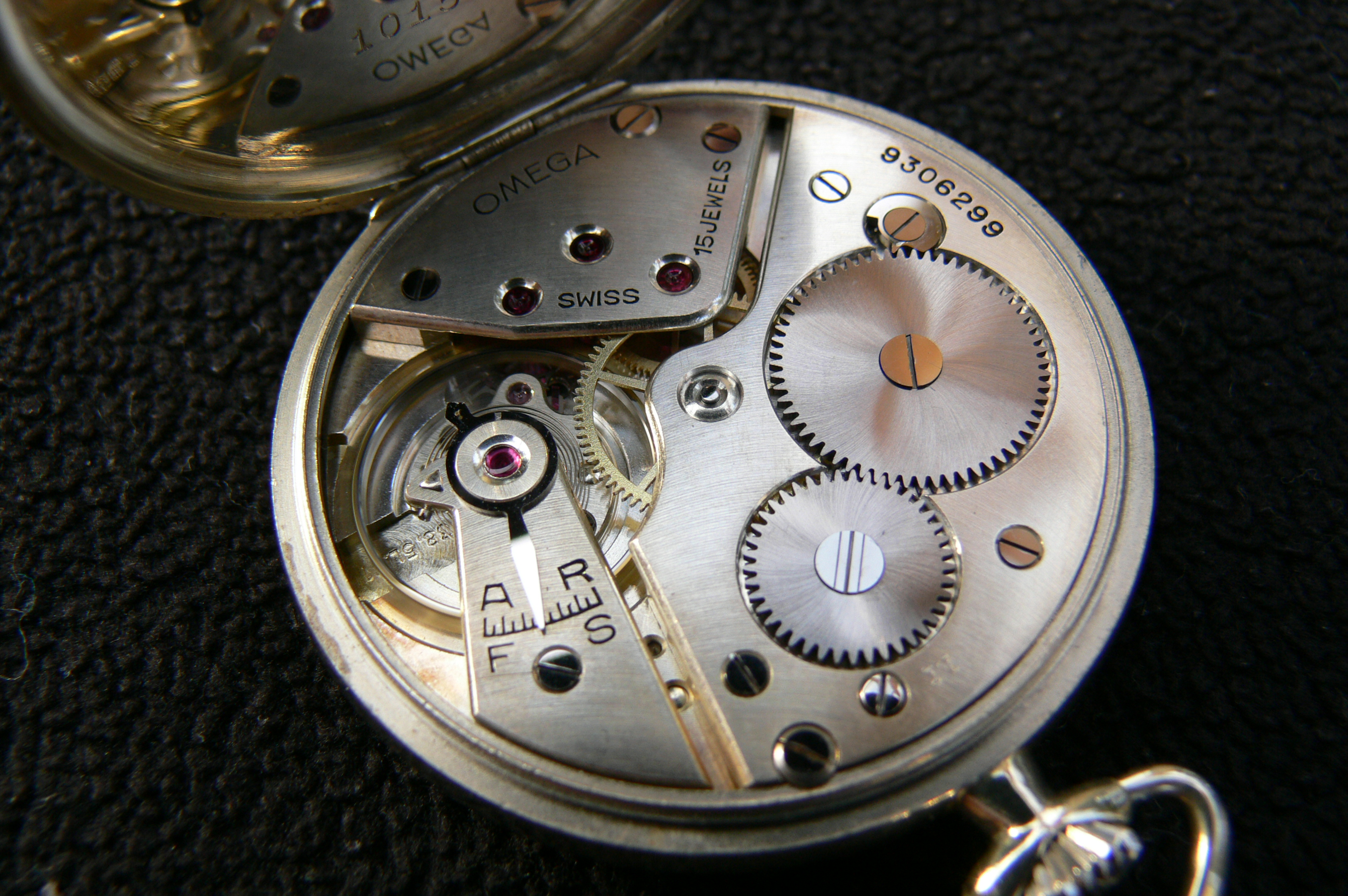
Un calibre 38.5 d'une Gousset Omega (1941).

### Fondation
En 1848, Louis Brandt, alors âgé de 23 ans, ouvre un comptoir d'établissage à La Chaux-de-Fonds dans le canton de Neuchâtel. Ses montres portent la marque « Louis Brandt ».
En 1879, les deux fils du fondateur, Louis-Paul et César Brandt, décident de se lancer dans la fabrication industrielle « à l'américaine ». En raison de la pénurie de main-d'œuvre qualifiée et de surfaces disponibles et de l'opposition de leurs concurrents, La Chaux-de-Fonds ne leur paraît pas convenir. Après avoir envisagé de s'implanter dans plusieurs villages du Jura, ils s'installent définitivement à Bienne dans le canton de Berne, mieux située sur le plan logistique (transports, main-d'œuvre, fourniture d'énergie, etc.). Dès janvier 1880, ils lancent leur premier calibre fabriqué par des procédés mécaniques. Fiable et bon marché, le produit connaît un succès fulgurant. Dès le second semestre 1880, l'entreprise occupe 250 personnes et lance ses premières marques. À l'époque, le temps de travail dans l'entreprise est de 59,5 heures hebdomadaires, ce qui est inférieur au maximum légal fixé à 65 heures. Avant la fin de la décennie, l'entreprise devient la plus grande de l'horlogerie suisse, occupant 600 personnes et à même de produire 100 000 montres par année. La qualité de la production est reconnue par la Confédération suisse et à l'étranger.

#### Le calibre 19
En 1894, l'entreprise lance le calibre Omega 19 lignes, qui donnera son nom à l'entreprise. Le nom est déposé dès le 10 mars 1894. Ce produit est une réussite totale aussi bien technique que commerciale : vingt ans plus tard, en 1914, il représente encore le tiers de la production d'Omega. En 1896 : Omega remporte sa première récompense. L'entreprise occupe près de 800 personnes et fabrique 100 000 montres Omega par année. On la considère déjà comme la « plus importante fabrique d'horlogerie de Suisse ». Les premières contrefaçons apparaissent. Après la mort des deux fondateurs, l'entreprise est transformée en société anonyme au capital de 250 000 francs (14 mai 1903).

#### Le temps des crises
Jusqu'en 1907, les affaires sont florissantes : l'entreprise tente d'atteindre une production de 10 000 pièces par jour en rationalisant et optimisant ses processus de fabrication. Mais en 1908 et 1909, l'industrie horlogère connaît une crise majeure : certaines firmes perdent jusqu'à 25 % de leur chiffre d'affaires. Omega parvient à limiter l'érosion de ses exportations à 7 % seulement. La crise passée, la demande augmente à nouveau, à tel point que la société peine à livrer ses clients.

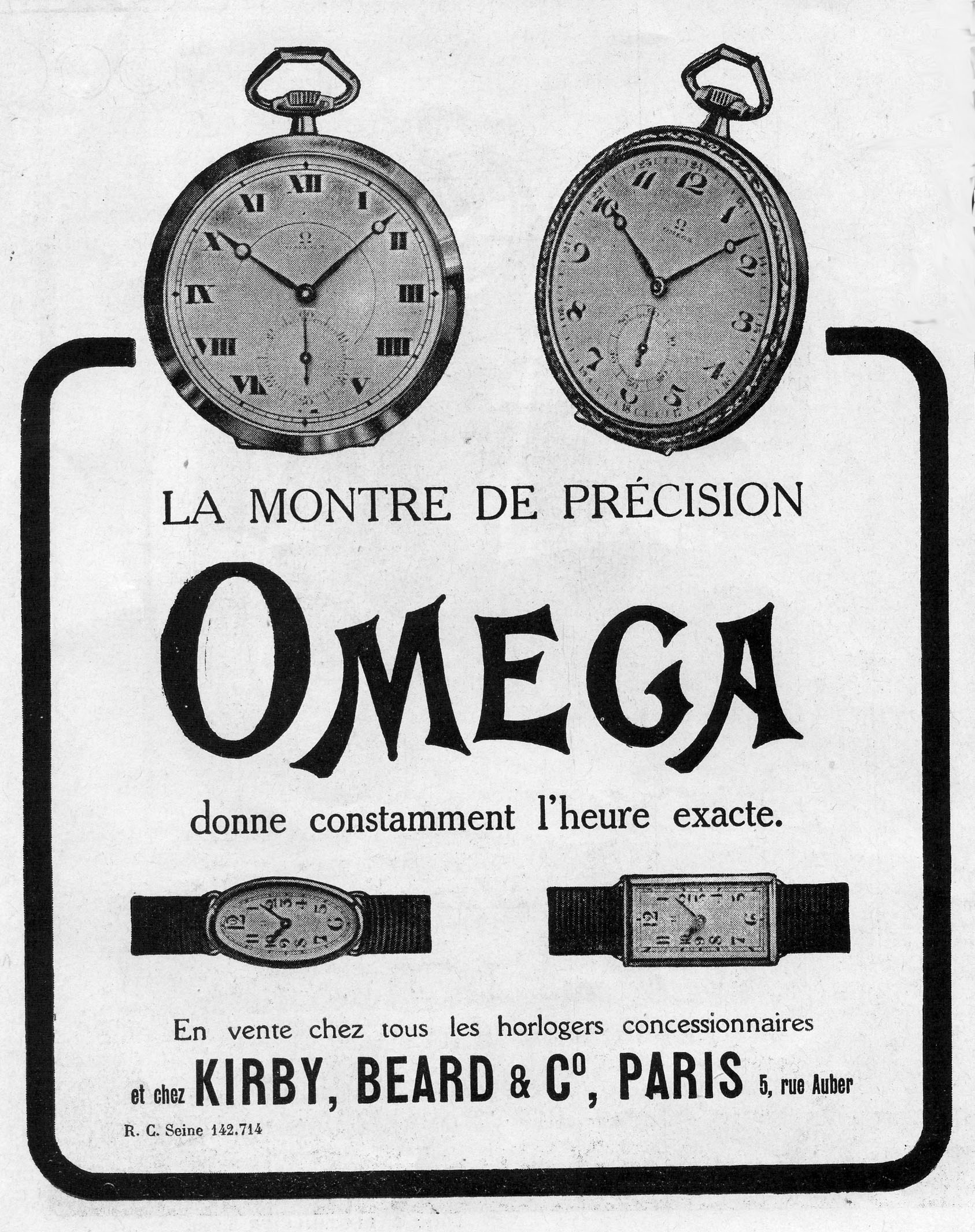
Réclame de 1923 (L'Illustration).

En 1909, Omega assure son premier grand chronométrage sportif lors de la coupe Gordon Bennett de Zurich.
La Première Guerre mondiale provoque des perturbations importantes dans la production et l'engagement en masse de personnel féminin. En 1918-1919, la Suisse subit, comme ses voisins, une épidémie de grippe espagnole et surtout une vague de grèves ouvrières sans précédent. Les ouvriers d'Omega bloquent l'accès à l'usine et la direction fera appel à la troupe pour en dégager l'accès. La semaine de travail tombe à 48 heures, des vacances payées sont accordées aux ouvriers. Malgré les accords, les conflits sociaux persistent et la firme connaît encore plusieurs épisodes de grève.
À la fin de l'année 1920, les commandes chutent brutalement. L'entreprise est prise de court et l'exercice suivant se conclut sur une perte financière de plus de 600 000 francs. En 1924, Omega se rapproche de la firme Tissot, qui rencontre alors le même type de difficultés. Des dirigeants de cette époque prétendaient même que « la Tissot avait sauvé l'Oméga ».

#### La SSIH
Le Krach de Wall Street va accélérer le processus de fusion en 1930 et pousser à la création d'une société holding, la Société suisse pour l'industrie horlogère (SSIH) qui chapeaute les entreprises Omega et Tissot, déjà liées par une convention d’intérêts. Dans le partage de marché que prévoit l'accord, la production haut de gamme est attribuée à Omega, tandis que Tissot exploitera le milieu de gamme. À peine deux ans plus tard, un partenaire inattendu se joint à la SSIH, le fabricant de complications Lemania de la vallée de Joux. Il apporte des compétences qui n'existaient pas auparavant dans le groupe, en particulier la fabrication de chronographes, ce qui permet à Omega d'assurer la même année le premier chronométrage des Jeux olympiques à Los Angeles. En 2024, Omega continue à être chronométreur officiel pour les J.O. et pour les J.O.P. de Paris. 
Mais la crise continue : en 1931, la moitié du personnel est mis au chômage complet. En 1932, la production chute et ne représente plus que 60 % de celle de 1929 ; l'effectif recule à 700 personnes, dont seules 30 ne chôment pas. La crise sera cependant l'occasion d'implanter de nouvelles méthodes de fabrication et l'optimisation des processus : interchangeabilité quasi complète des ébauches, travail à la chaîne effectué par un personnel moins qualifié, etc. Jusqu'en 1937, date de la signature de la Paix du travail, la vie de l'entreprise sera émaillée de grèves et de conflits sociaux. Les affaires reprennent alors lentement (les exportations sont alors pénalisées par la cherté du franc suisse). La fin des années 1930 est caractérisée par l'obtention d'un prix de précision de Kew Teddington et l'apparition des calibres R 13,5 et surtout 30 mm. L'instabilité politique croissante en 1938 et 1939 (Anschluss, crise des Sudètes, Accords de Munich, Nuit de Cristal, annexion de la Tchécoslovaquie ) fait à nouveau faiblir les ventes.

#### La Seconde Guerre mondiale
L'attitude protectionniste des États-Unis, l'extension des zones de conflits, l'effondrement de la demande civile et la fermetures des voies de communication marquent un frein très net. Dès 1939, la France fait pression sur les entreprises frontalière du Jura suisse (Omega, Dixi, etc.) pour obtenir des pièces de détonateurs. Malgré son refus catégorique et affiché de fabriquer du matériel militaire pour quelque belligérant que ce soit, il semble qu'Omega ait livré à la France des percuteurs pour les canons de la flotte aérienne et qu'un projet de carabine fut élaboré, puis abandonné. Omega devient le plus gros fournisseur de montres pour l'armée de l'air britannique, qui lui en commandera 110 000 jusqu'à la fin du conflit (soit les deux tiers de ses exportations). Sur le plan social, la guerre est l'occasion pour la firme de fonder un fonds de prévoyance pour ses employés.
L'année 1942 voit le lancement des premières montres automatiques : Omega Automatic. 
Le 14 novembre 1944 est fabriquée la 10 000 000e montre portant la marque Omega, qui est un chronomètre de poche en or de 37,5 mm.
La fin de la guerre marque un réel engouement international pour les montres Omega (qui développent une campagne publicitaire dynamique) : Omega est choisie comme montre officielle par la Canadian Air Force, la Royal Australian Air force, l'U.S. Air Force , Air France, Sabena, Canadian Pacific Airlines, etc.

### Après 1945
- 1948 : Première Seamaster

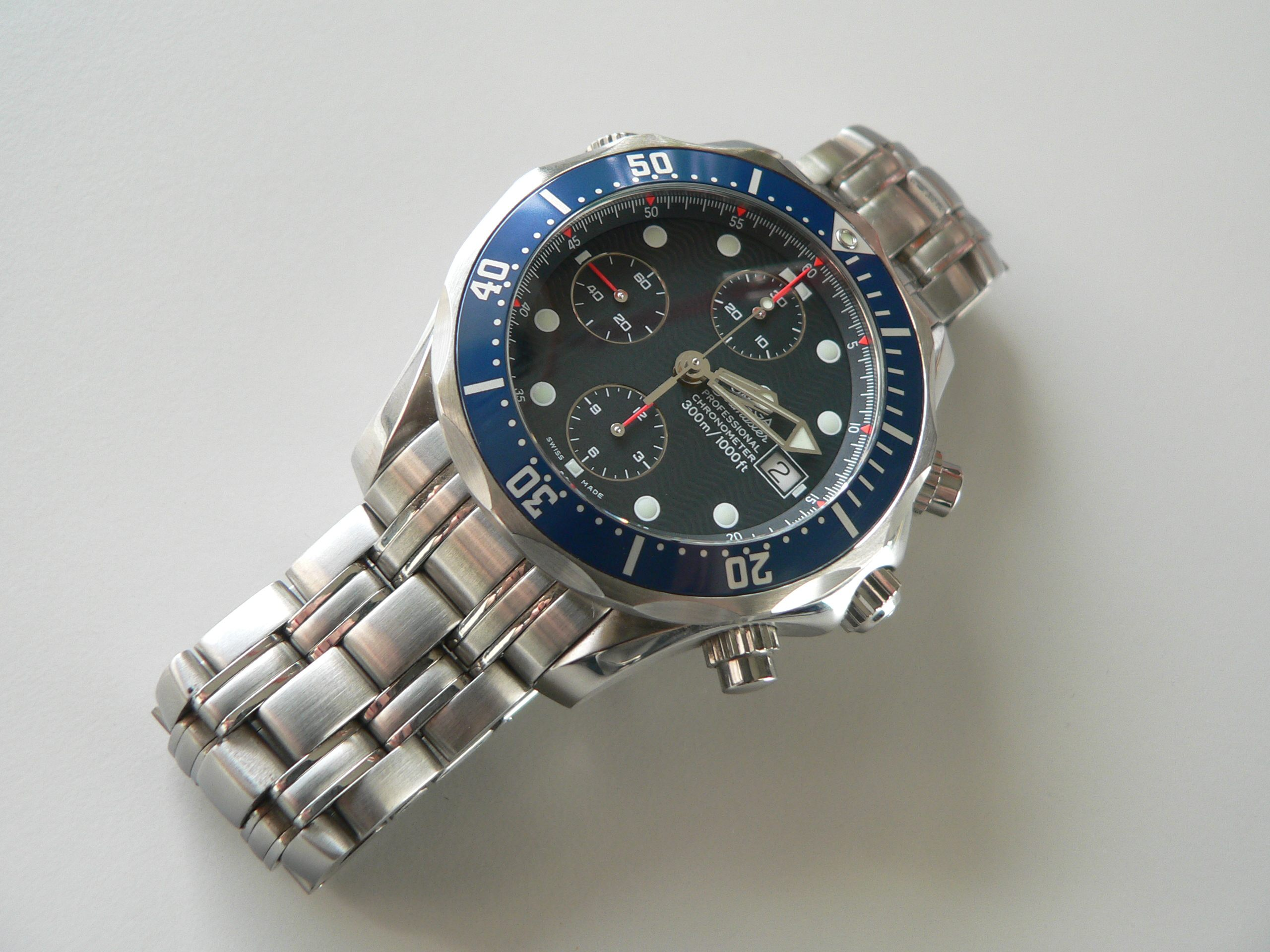
Un chronographe Seamaster (modèle récent).

- 1952 : Lancement du chronomètre-bracelet Constellation
- 1957 : Création du chronographe Speedmaster

#### The Moon Watch

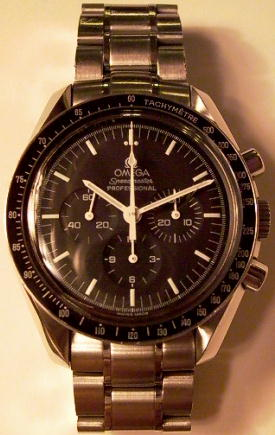
Omega Speedmaster.

- 1965 : La NASA choisit la Speedmaster comme chronographe officiel.
- 1969 : Buzz Aldrin pose son pied sur la Lune le 21 juillet en portant un chronographe Speedmaster dit Moonwatch, alors la seule montre capable d'aller dans l'espace sans risque de rupture du verre de la montre (qui est remplacé par un vitrage en plexiglas). Neil Armstrong avait laissé le sien dans le LEM en raison de la panne du chrono de bord.

#### Apparition du quartz
Au cours des années 1970 et 1980, l'industrie horlogère connaît une crise sans précédent. Dans les années 1980, La plupart des fabricants disparaissent ou fusionnent dans la SMH. À la limite du dépôt de bilan, Omega est menacée de rachat par le concurrent asiatique Seiko et ne doit son salut qu'à la reprise par Swatch.
- 1970 : Lancement des premières montres électroniques. Omega présente plusieurs produits d'avant-garde à la Foire de Bâle. Dans les années suivantes, la marque développera plusieurs calibres à quartz et à diapason.
- 1974 : Lancement de l'Omega Megasonic, développée par Max Hetzel (calibre 9162).
- 1983 : Fusion des groupes horlogers SSIH et ASUAG (Allgemeine Gesellschaft der schweizerischen Uhrenindustrie AG) pour devenir, en 1985, la « Société suisse de microélectronique et d'horlogerie SA » (SMH), aujourd’hui rebaptisée Swatch Group.
- 1984 : Perte du statut de manufacture, pour Omega, ainsi que les activités de Recherche et Développement.
- 1985 : Réduction drastique de l'offre en matière de R&D par la direction, persuadée de la prochaine disparition de la montre mécanique. Ne subsistent qu'une poignée de modèles, dont le fameux Omega Speedmaster.
- 1986 : Restructuration sévère de la SMH. Les activités d'assemblage et de terminaison d'Omega sont confiées à ETA Manufacture Horlogère.
- 1987 : Sauf pour quelques rares modèles, Omega renonce à l'homologation chronomètre pour des raisons de coût.

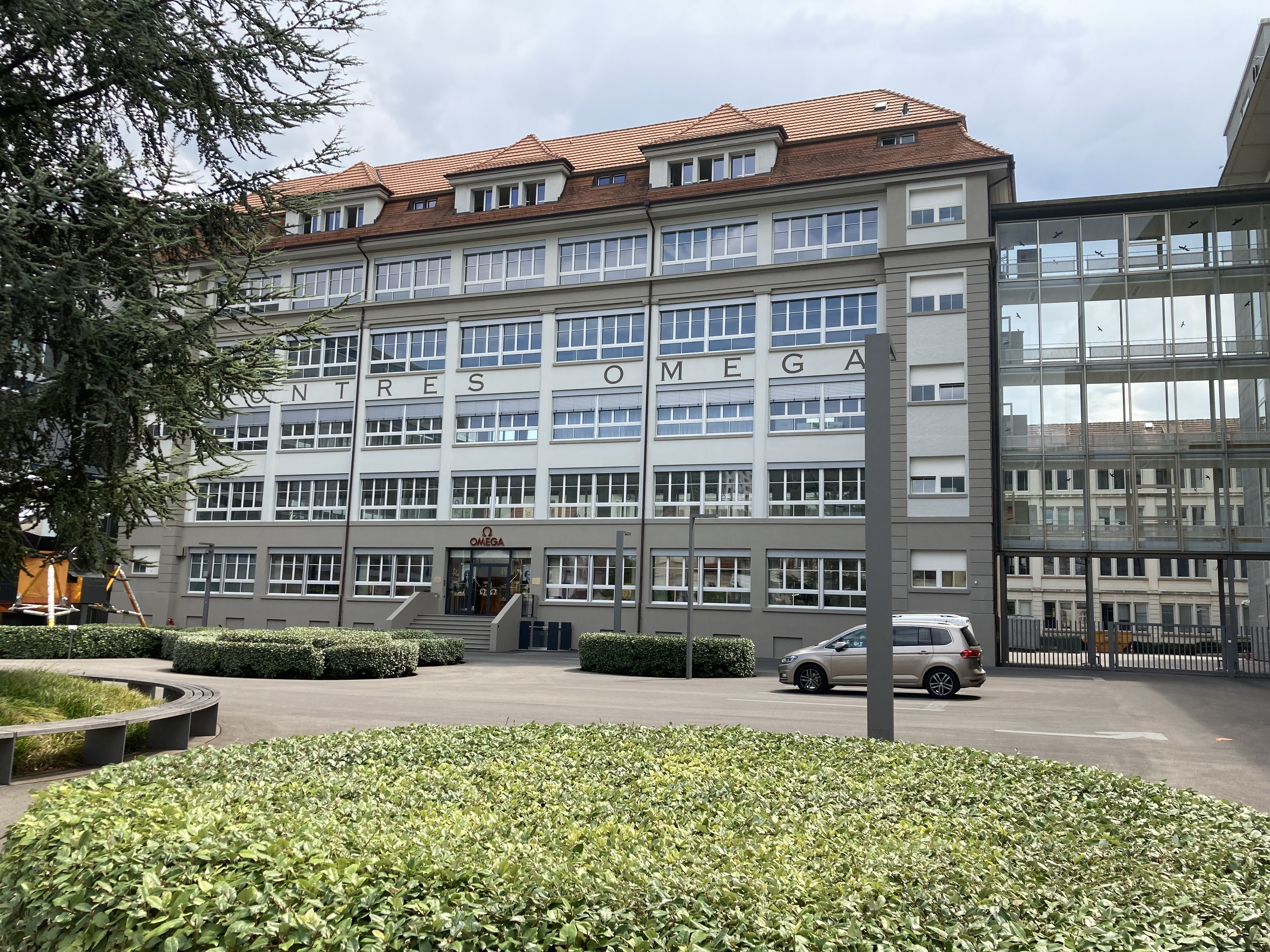
Centre Administratif Omega-Swatch de Bienne

#### La renaissance
- 1994 : Développement de deux calibres ETA exclusivement pour Omega : les 651 et 1120. Création du calibre 1170 Tourbillon central.
- 1996 : Réorganisation en vue de mieux définir la spécificité de la marque.
- 1999 : Introduction de l'échappement coaxial dans les modèles Omega.
- 2007 : Apparition du nouveau calibre maison 8501.

## Gamme actuelle
La gamme actuelle se décline dans des lignes féminines aussi bien que masculines de la manière suivante :
- Seamaster : montres de sport et de plongée ;
- Speedmaster : chronographes uniquement ;
- De Ville : Dress watch ;
- Constellation.
- « Museum » : une ligne en édition limitée et qui reprend le design d'anciens modèles de la marque. Les « nouveautés » apparaissent sur un rythme assez lent. À ce jour, la série ne compte que 6 modèles : Pilot's, Cosmic, Officer's, Petrograd, Centenary, Tonneau renversé.

### Échappement coaxial
L'échappement coaxial est un développement technique dû à l'horloger autodidacte anglais George Daniels (1926-2011). Depuis 1999, l'échappement coaxial est utilisé sur la majorité des nouveaux modèles. La marque, qui possède l'exclusivité de cette technologie, en a d'ailleurs fait un trait fondamental de sa spécificité : inventivité, maîtrise de la technologie la plus moderne, etc.

### Le calibre 8500
En 2007, Omega renoue avec une tradition qui a fait sa réputation et produit pour la première fois depuis 1984 un calibre conçu et élaboré entièrement par ses soins : le calibre automatique 8500. Ces nouveaux mouvements équipent une nouvelle ligne de la gamme De Ville : la Hour Vision. Selon les déclarations du fabricant, le nouveau calibre devrait être décliné dans d'autres modèles courant 2008. Le modèle Hour Vision a une autre caractéristique remarquable : son boîtier dispose de 4 ouvertures latérales, ce qui permet d'observer le mouvement latéralement (sans sacrifier l'étanchéité de la montre). À Baselworld (avril 2008), Omega présente les premiers modèles Seamaster Aquaterra, dotés du nouveau calibre.

## Marketing

### Musée
Un musée Omega a été créé à Bienne en 1984. Les conservateurs furent successivement Marco Richon, puis Brandon Thomas à partir de 2010, et Petros Protopapas depuis 2013.

### Egéries
Parmi les ambassadeurs publicitaires de la marque figurent Abhishek Bachchan, Dean Barker, George Clooney, Daniel Craig, Russell Coutts, Cindy Crawford, Ernie Els, Sergio García, Nicole Kidman, Ellen MacArthur, Michael Phelps, Alexander Popov, Michael Schumacher, Ian Thorpe, Tyson Gay, Buzz Aldrin et Michelle Wie.
Les joueuses de tennis Martina Hingis et Anna Kournikova ont aussi fait partie un certain temps des ambassadeurs de la marque.
Au cinéma, la marque Omega est associée aux films de James Bond depuis GoldenEye (1995), le célèbre espion portant régulièrement un modèle Seamaster. Dans Mourir Peut Attendre James Bond porte une Seamaster Diver 300M Édition 007. Pour le film Spectre, la marque conçoit spécialement la Seamaster 300 Spectre Limited Edition en 7007 exemplaires.
À la télévision, Omega est associée à Leroy Jethro Gibbs, personnage de la série NCIS : Enquêtes spéciales incarné par Mark Harmon, qui porte une Omega Seamaster.
Omega fait un effort considérable[Lequel ?] pour le mouvement olympique mondial. Sur ce point, elle a volé la vedette à Longines, une autre marque du groupe Swatch.
En 2024, le rapport publié le 28 février par la banque Morgan Stanley et la société suisse Luxe Consult relatif à l' état estimatif de la production horlogère en 2023 des 50 premières sociétés établies en Suisse fait apparaître que la société Omega est classé au 3 ème rang avec un chiffre d'affaires estimé à 2, 6 milliards de francs suisses pour une production de 570 000  montres. Omega représente environ 7,5 % du total des ventes des 50 premières sociétés horlogères en Suisse, qui est d'un montant total de 36,127 milliards de francs suisses. Au vu du chiffre d'affaires estimé en 2023 et du nombre total de montres vendues, le coût moyen d'une montre Omega serait d'environ 4560 francs suisses.[réf. nécessaire]

### Clients célèbres
Parmi ses clients, on compte John F. Kennedy, Mao et Neil Armstrong.

## Sources
: document utilisé comme source pour la rédaction de cet article.
- Marco Richon (Ouvrage publié à l'occasion du 150e anniversaire de l'entreprise.), Omega Saga, Bienne, Fondation Adrien Brandt en faveur du patrimoine Omega, 1998, 487 p. (ISBN 978-2-883-80010-6, OCLC 715935483)
- Marco Richon, Omega : voyage à travers le temps, Bienne, Omega SA, 2007, 831 p. (ISBN 978-2-970-05620-1, OCLC 428216537)
- George Daniels et David Penney (dessins techniques) (trad. J.-P. Ammon), La montre : principes et méthodes de fabrication [« Watchmaking »], La Conversion, Éd. Scriptar, 1993, 415 p. (ISBN 978-2-880-12072-6, OCLC 715494634)
- Sophie Fradin, « Omega : Remontée à bloc ! », Capital, no 253,‎ octobre 2012, p. 56-57.
- Hélène Pasquier, « La recherche dans les entreprises horlogères Longines et Omega : du bureau technique à l’unité de R&D (1900-1970) », dans Jean-Claude Daumas (dir.), Les systèmes productifs dans l’Arc jurassien, Besançon, Presses universitaires de Franche-Comté, 2004 (ISBN 978-2-84867-078-2, DOI 10.4000/books.pufc.29832 , lire en ligne), p. 227-245.